# Jeunesse Sportive de Kasbah Tadla
O Jeunesse Sportive de Kasbah Tadla é um clube de futebol com sede em Kasbah Tadla, Marrocos. A equipe compete no Campeonato Marroquino de Futebol.

## História
O clube foi fundado em 1946.